# Samira Tawfiq
Samira Tawfiq (en árabe سميرة توفيق; n25 de septiembre de 1935, Siria) es una cantante y actriz de origen sirioarmenio famosa en el mundo árabe, su nombre real es Samira Gastin Krimona.

## Biografía
Su modesta familia cristiana sirioarmenia era originaria de Siria, de Yabal al-arab ('la montaña de los árabes') pero luego se estableció en el Líbano. 
Samira no consiguió la fama que quería en el Líbano, en especial debido a la competencia de grandes nombres como Fairuz, Nasri Shamseddine, Sabah y Wadih Al Safi, entonces decidió mudarse a Jordania y comenzar su carrera produciendo canciones para la radio jordana y también fue emitida por las radios de Siria, alcanzando gran éxito durante los años 1960 y 70. 

## Carrera artística
Samira fue famosa por su interpretación de canciones en dialecto jordano y dialecto beduino, que le dieron un color especial. Su atuendo en estilo tradicional jordano era siempre colorido y con un estilo "gitano". 
Samira colaboró y trabajó con grandes de la música y la poesía árabe como Suad Mohammed, Laila Murad, Mohammed Mohsen, Elías Rahbani, Melhem Barakat, Elie Shuweiry, Philemon Wehbe, entre otros.  
Además trabajó en varias películas clásicas del cine árabe, como La Hija de Antar, Antar el Jinete del Desierto, Una beduina en París, entre otras, y dio varios conciertos en especial en los países árabes, África, Inglaterra, Francia, Australia, etc.
Samira reside en Hazmiyeh, un suburbio de Beirut.